# Cosmarium subcostatum
Cosmarium subcostatum là một loài Song tinh tảo trong họ Desmidiaceae, thuộc chi Cosmarium.